# MG-117
A MG-117 é uma rodovia estadual de Minas Gerais. Sua extensão total é de 114,8 quilômetros, mas apenas 61,3 quilômetros de sua malha possui pavimentação. Seu percurso se inicia em Itamarandiba e termina no município de São João Evangelista.

## Percurso
A rodovia passa pelos seguintes municípios:
- Itamarandiba
- Coluna
- Paulistas
- São João Evangelista

## Entroncamentos
A MG-117 faz conexão com as rodovias: 
- BR-451
- MG-214
- BR-120

## Cursos d'água
Esta rodovia atravessa os seguintes cursos d'água:
- Rio Itamarandiba
- Rio Vermelho